# Sint-Maria van de Vredekerk
De Sint-Maria van de Vredekerk (Duits Kirche Maria vom Frieden) is een barok kerkgebouw in de zuidelijke binnenstad van Keulen. De kerk betreft een kloosterkerk van de Ongeschoeide Karmelietessen die na een bouwperiode van meerdere jaren in 1692 werd ingewijd. Het patrocinium werd ontleend aan een genadebeeld van de Moeder Gods, dat de orde in 1642 erfde en zo naamgever van de kloosterkerk werd.
In de laatste wereldoorlog werd de kerk samen met het klooster in april 1942 grotendeels verwoest. De reconstructie van de gebouwen vond tussen 1947 en 1957 plaats.

## Geschiedenis

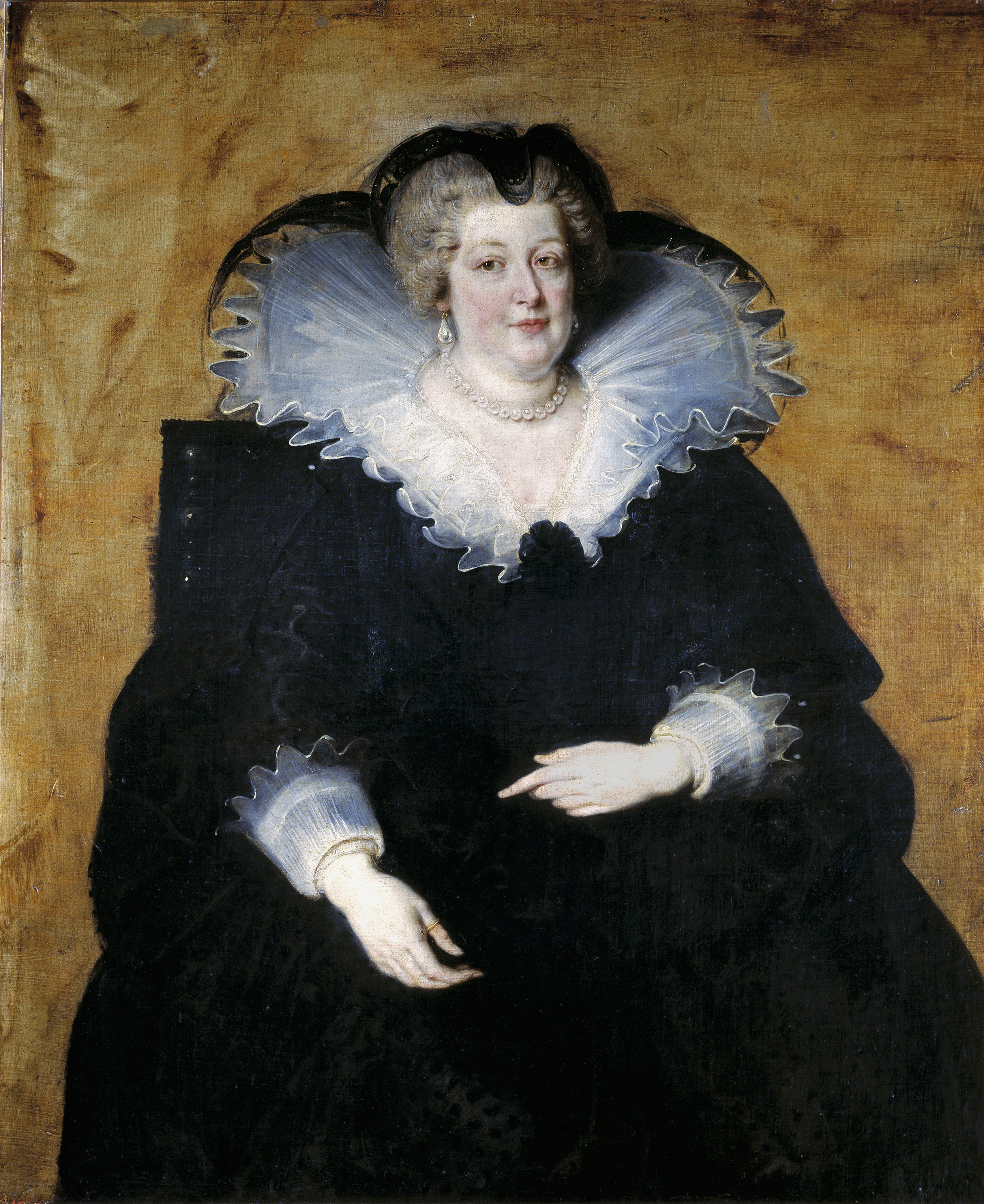
Maria de' Medici naar een schilderij van Rubens

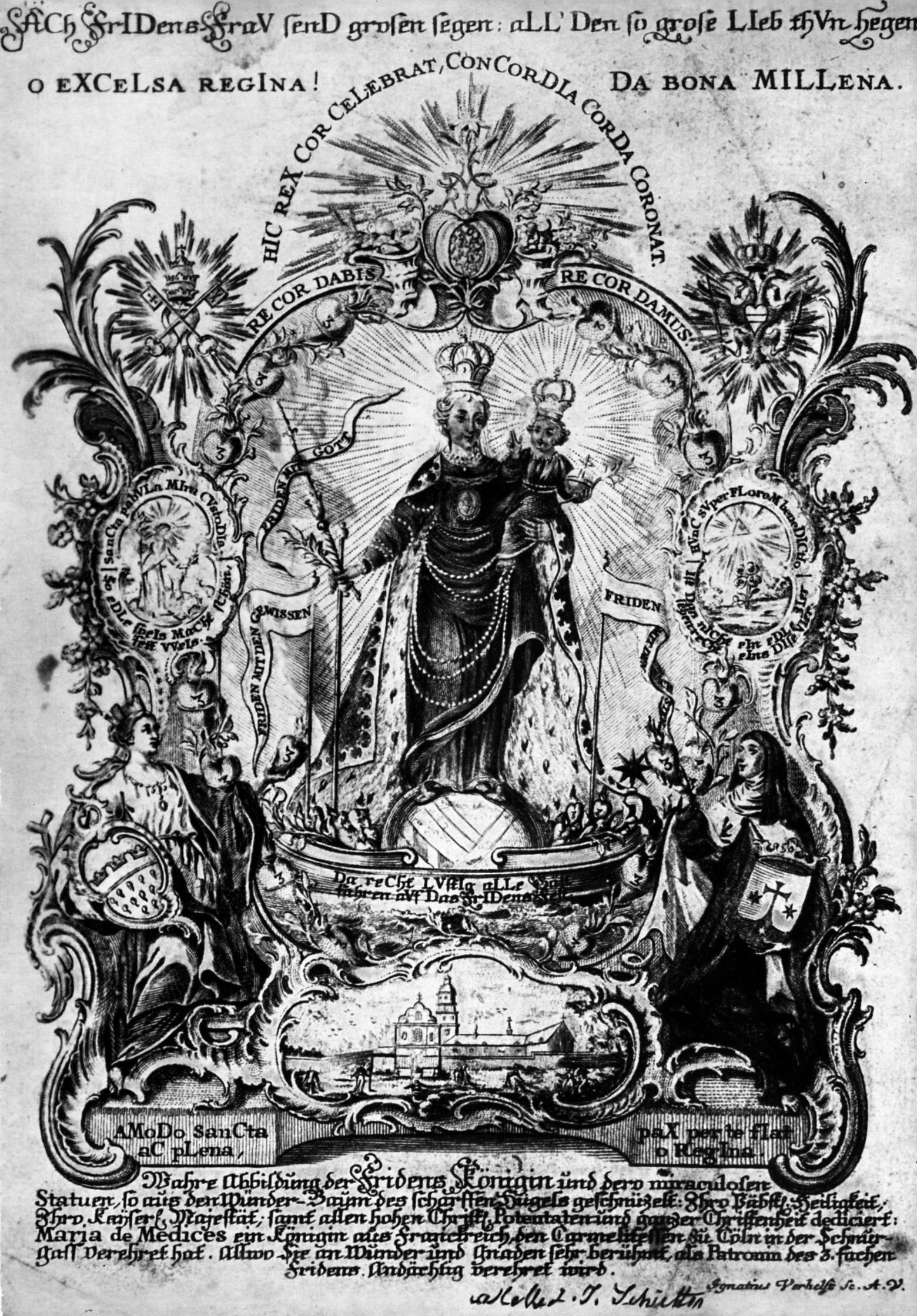
Afbeelding van het oorspronkelijke genadebeeld

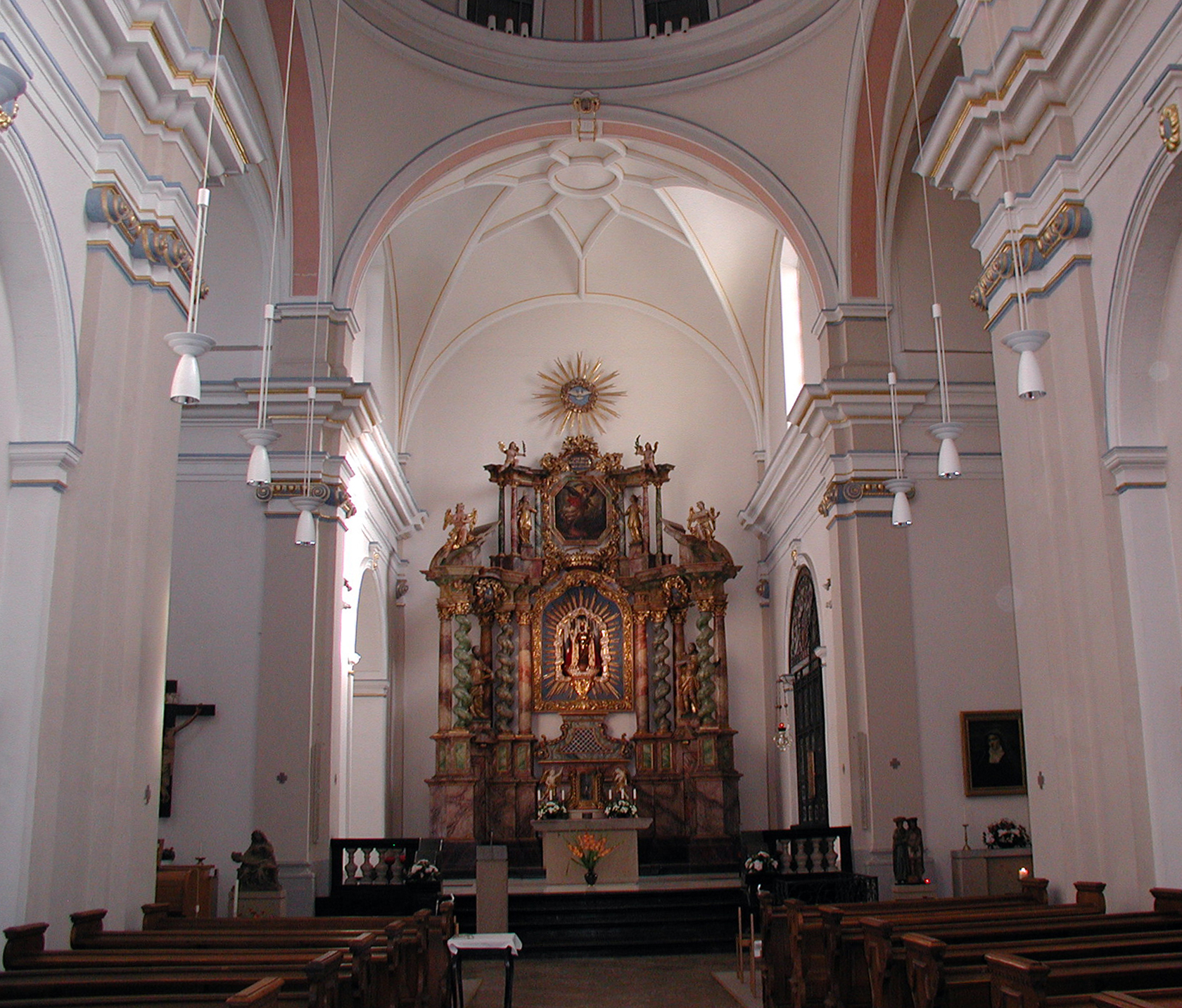
Interieur

#### Stichting
Ten gevolge van de Dertigjarige Oorlog zochten in de 17e eeuw veel katholieken hun toevlucht tot de katholieke rijksstad Keulen. Uit Antwerpen kwamen de eerste zusters van de Orde van de Ongeschoeide Karmelietessen. Onder hen bevond zich de latere oprichtster en eerste priores van het klooster Isabella a Spiritu Sancto. Zij was de dochter van de grootkanselier Mateo de Urquíne, die zijn koning Filips III in de toenmalige Spaanse Nederlanden diende. Isabella werd in 1606 te Brussel geboren en was al voor haar toetrede tot het klooster in Antwerpen geïnteresseerd in architectuur, schilderkunst en versierkunst. Samen met een lekenbroeder van de orde ontwikkelde zij het ontwerp voor de kloosterkerk aan de Schnurgasse. Dankzij de betrokkenheid van de Franse koningin Maria de' Medici, die sinds 1641 in Keulen in ballingschap verbleef, kon een op de Il Gesù in Rome geïnpireerd kerkgebouw worden gerealiseerd. Maria de' Medici liet na haar de dood in 1642 aan de orde haar resterende vermogen na.
In 1643 volgde de eerstesteenlegging in aanwezigheid door de vanuit Bonn aangereisde aartsbisschop Ferdinand van Beieren. In hetzelfde jaar verkregen de ordezusters het uit de nalatenschap van Maria de' Medici afkomstige genadebeeld van Onze-Lieve-Vrouw van Scherpenheuvel. De priores Isabella zou de voltooiing van de kloosterkerk zelf niet meer meemaken, geldgebrek was de oorzaak dat de bouw van de kerk herhaaldelijk werd vertraagd. Het klooster kwam in 1685 gereed, de kerk werd op 18 september 1692 ingewijd en met het gereedkomen van de westelijke gevel in 1716 was de kloosterkerk ten slotte voltooid.

#### Sluiting
Nadat in 1793 Franse revolutietroepen Keulen bezetten, volgde op 9 februari 1794 het verbod van opname van novicen. Het Karmelklooster werd op 4 juli 1802 gedwongen de poorten te sluiten.  Daarbij gingen veel waardevolle archivalia en de oude bibliotheek voor altijd verloren. De lijst van in beslag genomen kunstwerken en paramenten zijn tegenwoordig nog te vinden in de Franse akten, die zich in het historisch archief van de stad Keulen bevinden. De kloosterkerk 
werd in 1803 een aan de Onbevlekte Ontvangenis gewijde parochiekerk voor de Pantaleongemeente, omdat de Fransen de  Pantaleonkerk als paardenstal in gebruik hadden genomen. De zusters verbleven daarna heimelijk in een woning bij de Sint-Columbakerk in de Keulse binnenstad. Op 17 februari 1842 stierf als laatste kloosterzuster Ludovica Josepha.
Onder Pruisisch bestuur werd de voormalige kloosterkerk in 1815 een protestantse garnizoenskerk. Tot 1820 werd de kerk met twee zijschepen vergroot en werd het linker transept tot de Schnurgasse verlengd, waar nog een portaal werd toegevoegd. De kloostergebouwen werd in 1906 grotendeels afgebroken om op het vrijgekomen terrein een pastorie en school op te richten. Het duurde tot 1922 vooraleer de kerk weer een katholieke parochiekerk werd.

#### Het genadebeeld
In de 16e eeuw nam de verering van het genadebeeld van Onze-Lieve-Vrouw in een oude eik in Scherpenheuvel een grote vlucht. Dankzij het verhoren van de gebeden bij de beeltenis van de Moeder Gods ontwikkelde de plaats zich tot pelgrimsoord. Vele pelgrims namen twijgen en takken van de boom mee omdat men geloofde in de wonderdadige werking van het hout. Nadat de eik uiteindelijk werd geveld en er een kapel op de plaats werd gesticht, geraakte de stam van de boom in het bezit van de landvoogd van de Nederlanden, Albrecht van Oostenrijk. Nadat de stam later aan de Franse koningin werd geschonken, liet zij uit het hout een groot beeld van de Moeder Gods snijden, die in de hofkapel opgesteld werd en later het genadebeeld werd van het klooster.

## Verwoesting en herbouw

#### Verwoesting
Tijdens luchtaanvallen in april 1942 troffen brandbommen de kerk. Het kerkgebouw brandde geheel uit en zowel de inrichting als het genadebeeld van de Moeder Gods werden vernietigd. Slechts de muren van de westelijke gevel, het zuidelijk transept en de toren bleven gedeeltelijk staan.

#### Herbouw
Na de oorlog drongen kardinaal Joseph Frings en de Keulse burgemeester Konrad Adenauer aan op de terugkeer van de zusters, die de wederopbouw van de oorspronkelijke Karmel aan de Schnurgasse ter hand moesten nemen. Nog in 1945 keerden vanuit het klooster Welden bij Augsburg de zusters terug en organiseerden de wederopbouw.
Al in juli 1946 werd de eerste steen voor het nieuwe klooster gelegd. Op de plaats van het in 1942 verbrande genadebeeld kon in 1948 een geschonken Mariabeeld in de deels herstelde kerk worden ingewijd. Na bijna 150 jaar sinds de opheffing van het klooster betrokken de zusters hun herbouwde klooster weer. De kerk luidde met Pasen 1957 voor het eerst weer haar klokken. Tot 1964 was men bezig om de kerk conform het uiterlijk van 1716 te herbouwen. De 19e-eeuwse veranderingen aan het gebouw werden met de reconstructie gecorrigeerd en het kerkgebouw kreeg de vormen terug zoals de stichteres deze oorspronkelijk had ontworpen. Ook de beide zijvleugels van het klooster die het kerkgebouw flankeren werden herbouwd. Van de beide smalle gebouwen, die werden voorzien van een bovenverdieping, dient het linker als gastenverblijf en het rechter als de kloosterpoort.

## Edith Stein
Kerk en klooster houden de herinnering aan hun in het concentratiekamp Auschwitz vermoorde medezuster, de Joods-Duitse filosofe en heilig verklaarde karmelietes Edith Stein, in leven. Het Sint-Jozefklooster en de kerk aan de Keulse Dürener Straße, waar Edith Stein vanaf 15 april 1934 tot aan haar vlucht naar Nederland leefde, werden op 30 oktober 1944 volledig vernietigd. Ter nagedachtenis aan haar en ten behoeve van studiedoeleinden heeft de Karmel Maria van de Vrede het Edith-Steinarchief ingericht.

## Afbeeldingen

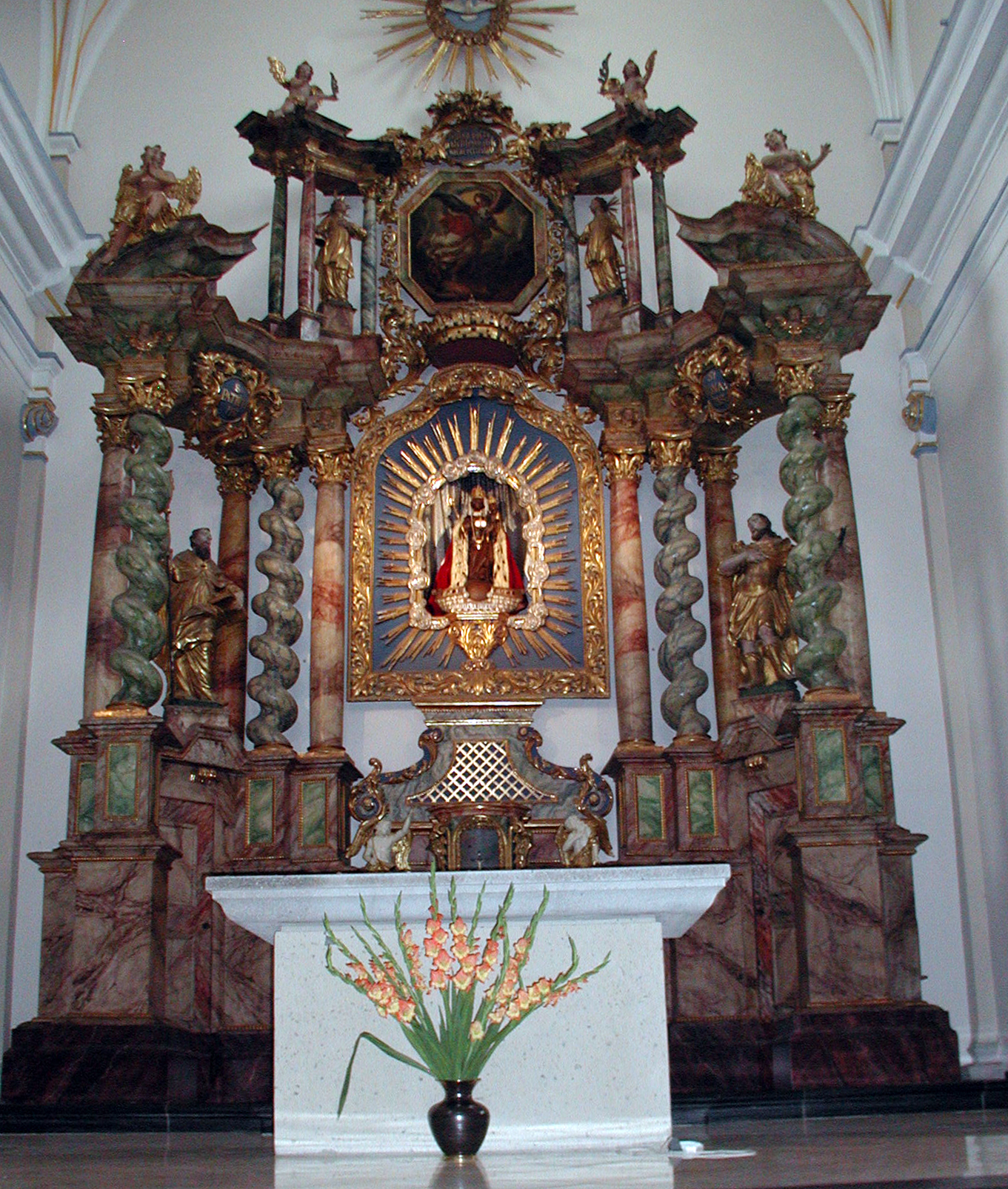
Hoogaltaar en genadebeeld
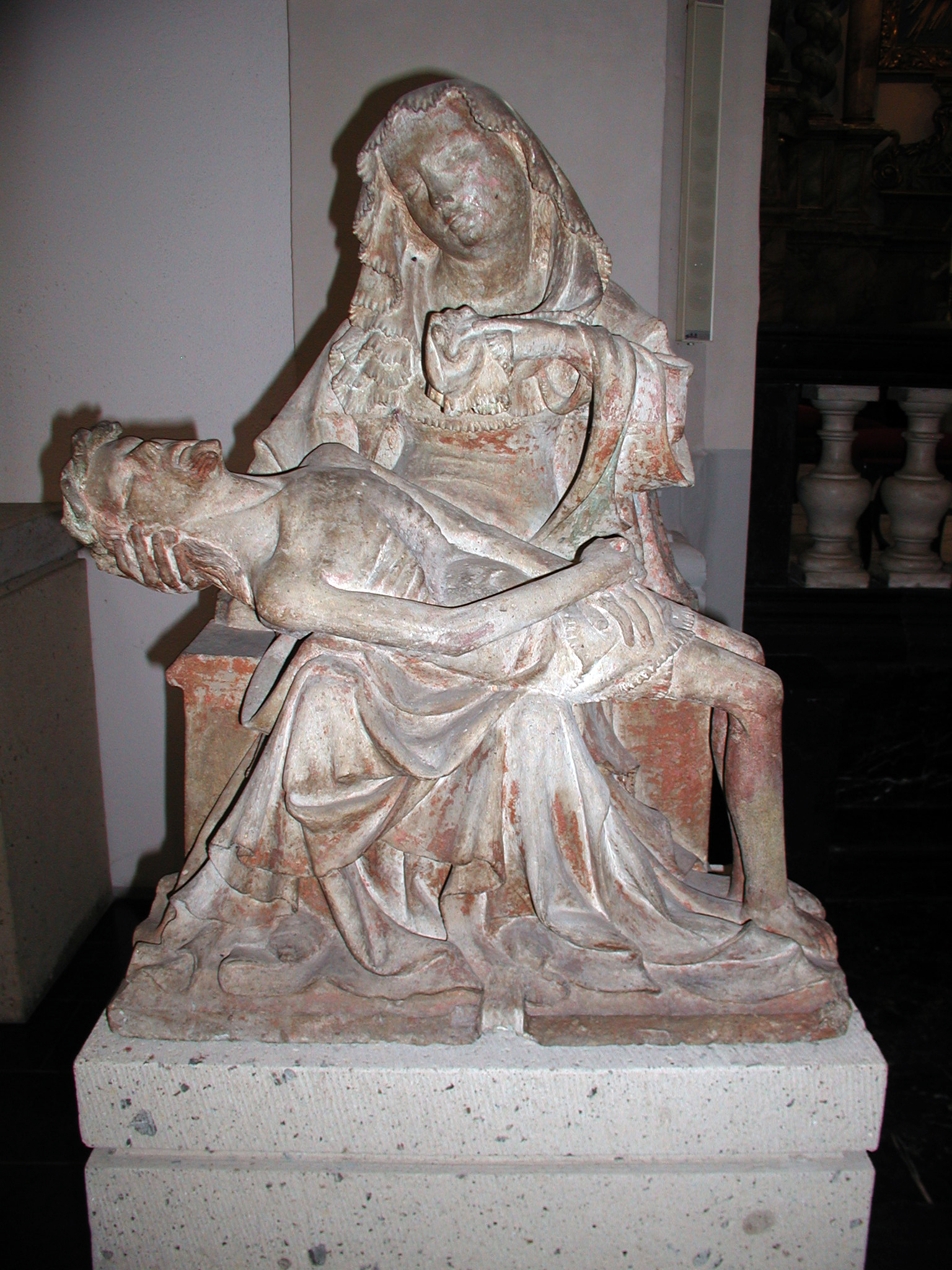
Piëta, 15e eeuw
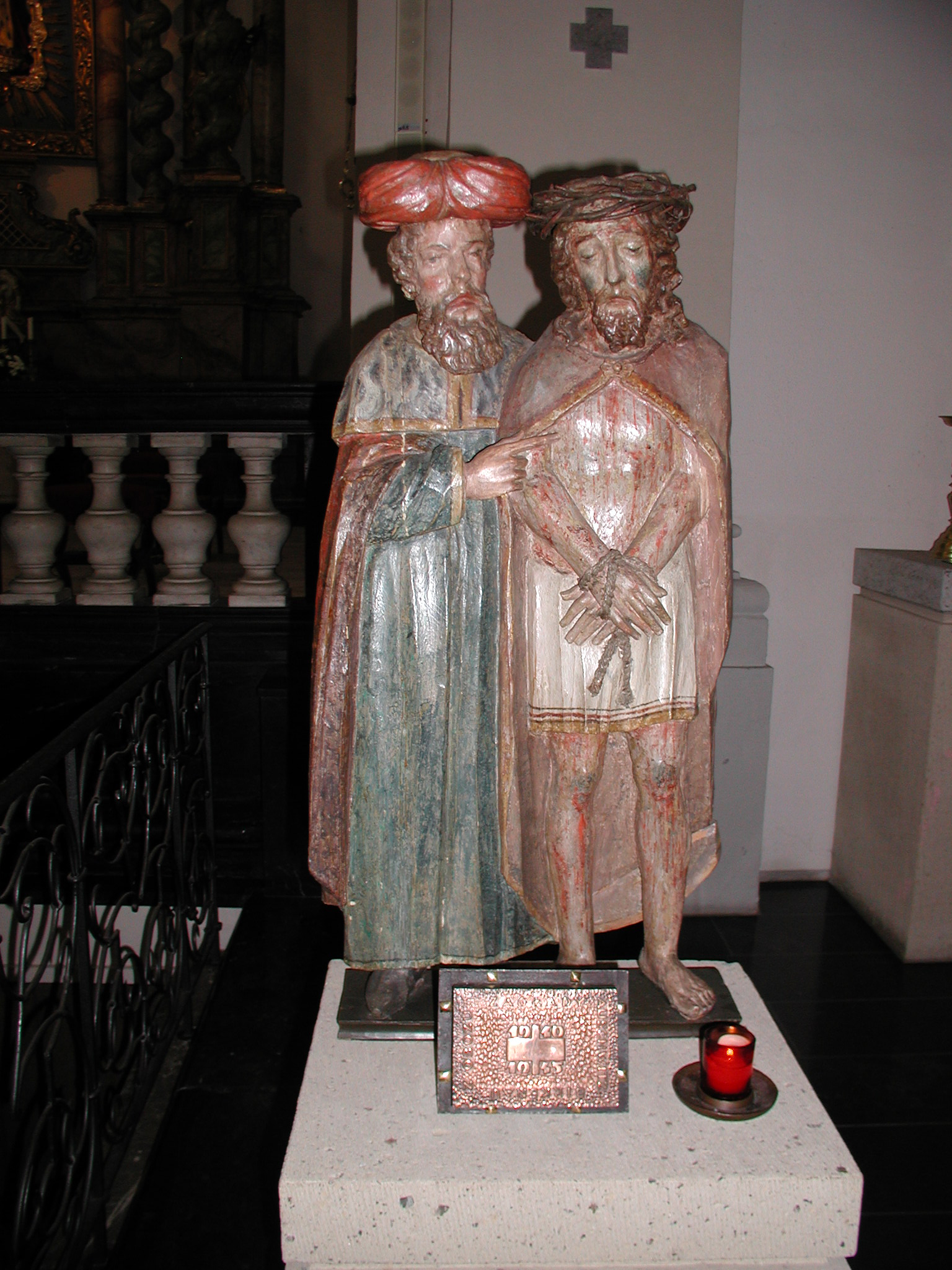
Pilatus en Jezus
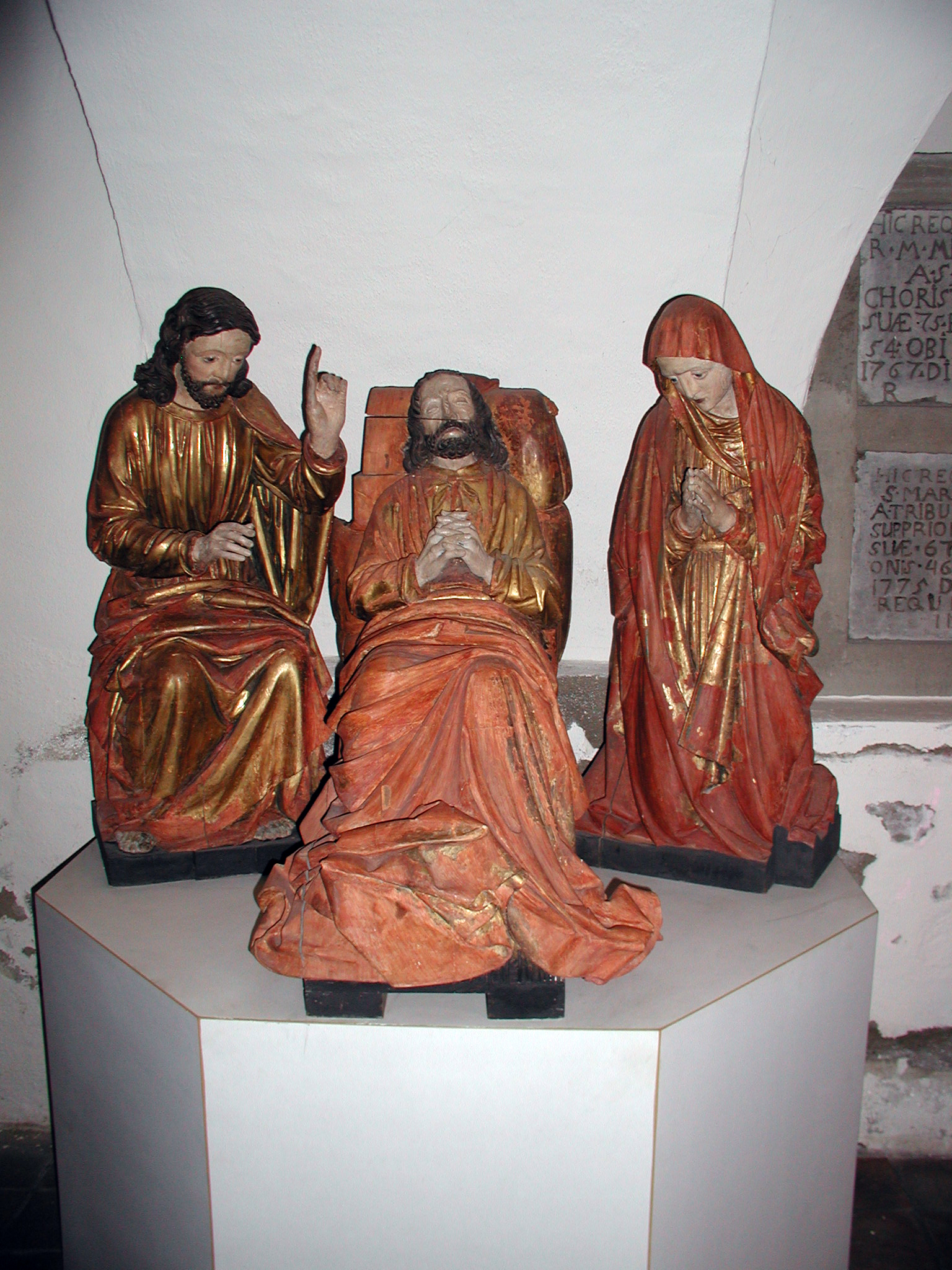
Sculpturen in de crypte
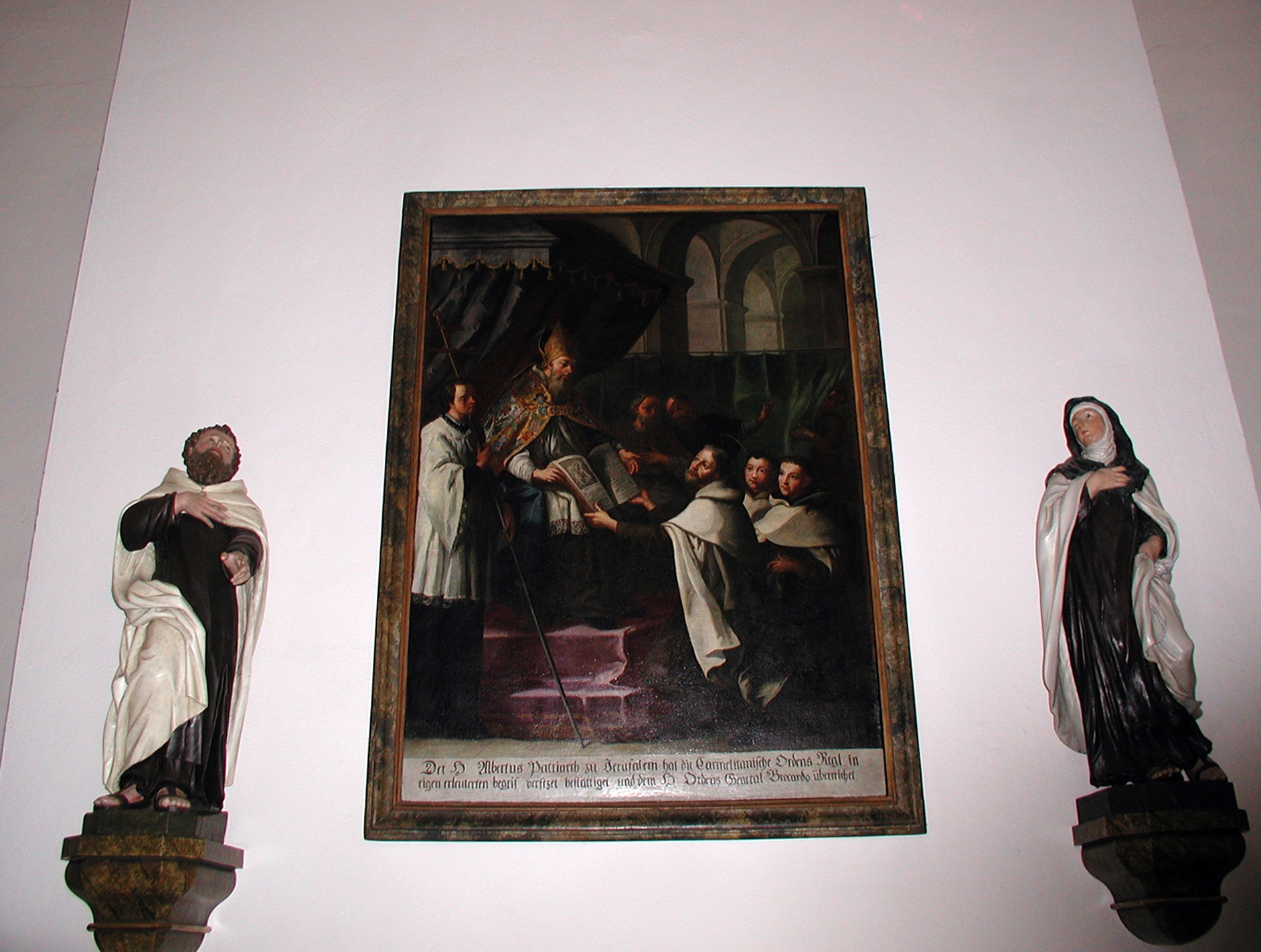
Overgave van de orderegels